# Décembre 2010

## Faits marquants
- 2 décembre : Attributions par la FIFA de la Coupe du monde de football 2018 à la Russie et de celle de 2022 au Qatar.
- 11 décembre :
  - Attentats de Stockholm en Suède.
  - Mise en service de la ligne T1 du tramway de Toulouse.
- 17 décembre : tentative de suicide par immolation de Mohamed Bouazizi à Sidi Bouzid (Tunisie), événement déclencheur du printemps arabe en Tunisie puis dans tout le bassin méditerranéen et jusqu’au golfe arabo-persique.

## Événements prévus
- 4 décembre : réouverture après rénovation et agrandissement du musée de l'Évêché à Limoges, désormais appelé « Musée des beaux-arts, Palais de l'Évêché ».
- 18 décembre : retour de Dorothée à Bercy dont elle  détient le record, s'y étant produite plus de 56 fois entre 1990 et 1996.
- 21 décembre : éclipse lunaire totale.
- Dans le mois, Île de La Réunion : livraison du nouveau pont sur la rivière Saint-Étienne pour remplacer celui détruit en février 2007 par le cyclone Gamède.

## Culture

### Cinéma

#### Films sortis en France en décembre 2010
- Le Monde de Narnia : L'Odyssée du Passeur d'Aurore

### Littérature
- Le tome 12 de la saga Anita Blake, Rêves d'Incube de Laurell K. Hamilton paraît pendant le mois.

### Musique
- L'album posthume Michael de Michael Jackson sort le 10 décembre.
- L'album La Cuenta du rappeur Rohff sort le 13 décembre.
- L'album Bleu noir de Mylène Farmer (incluant notamment le tube Oui mais...non) sort le 6 décembre.